# Le Golf National
Le Golf National is een Franse, openbare golfbaan in de gemeente Guyancourt in Saint-Quentin-en-Yvelines, ten zuidwesten van Parijs. De opening vond in 1990 plaats.

## Open de France
Sinds haar oprichting in 1991 is Le Golf National steeds gastheer geweest voor het Frans Open op twee jaren na, 1999 en 2001. De baan is aangelegd om dergelijke grote toernooien te kunnen herbergen. De baan is zo aangelegd dat er veel ruimte is voor publiek.

## De banen
Er zijn drie banen:
1. Albatros, een 18 holes par-72 baan
2. Aigle, 18 holes
3. Oiselet, 9 holes met een par-32